# إلين باجلز
إلين باجلز (باللاتينية Elaine Pagels) أستاذة دين في جامعة برنستون حصلت على زمالة ماكأرثر وتعرف لدراساتها وكتبها عن الأناجيل الغنوصية. وعملت مع الفريق الذي درس مخطوطات نجع حمادي في جامعة هارفرد.

## العمل الأكاديمي
في 1975 وبعد دراسة رسائل بولس ومقارنتها مع الغنوصية والكنيسة المبكرة كتبت كتاب بولس الغنوصي The Gnostic Paul شرحت فيها نظرية أن بولس كان مصدرا للغنوصية وأن تأثيره على الكنيسة المسيحية المبكرة كان كبيرا بحيث أدى لكتابتها عدة رسائل مزورة مثل رسالتي تيموثاوس ورسالة تيطس من أجل إظهار بولس كعدو للغنوصية.
وبعد دراستها لمخطوطات نجع حمادي ألفت كتاب الأناجيل الغنوصية The Gnostic Gospels في 1979 وهو مقدمة شعبية لمكتبة نجع حمادي. حقق الكتاب مبيعات كبيرة وحصل على جوائز واختير كواحد من أفضل مائة كتاب من القرن العشرين. لكن مؤسسة مسيحية محافظة صنفته كأحد أسوأ خمسين كتابا للقرن العشرين.
تتبع إلين نظرية فالتر باور المشهورة والتي قال فيها إن الكنيسة المسيحية أسست في مجتمع متناقض الرؤى، ولم تكن الغنوصية موحدة بل وجدت عدة خلافات بين طوائف مختلفة. وحسب إلين جذبت الغنوصية النساء خاصة بسبب نظرتها عن التساوي والتي سمحت لهن بالمشاركة في الطقوس الدينية.

## كتبها
- Johannine Gospel in Gnostic Exegesis: Heracleon's Commentary on John (1973), Society of Biblical Literature, 132 p. 1989 edition: ISBN 1-55540-334-4
- The Gnostic Paul: Gnostic Exegesis of the Pauline Letters (1975), Fortress Press, ISBN 0-8006-0403-2
- The Gnostic Gospels (1979), Vintage Books, 182 p., ISBN 0-679-72453-2
- Adam, Eve and the Serpent (1988), Vintage Books, 189 p., ISBN 0-679-72232-7
- The Origin of Satan (1995), Vintage Books, 214 p., ISBN 0-679-73118-0
- Beyond Belief: The Secret Gospel of Thomas (2003), Vintage Books, 241p., ISBN 0-375-50156-8
- Reading Judas: The Gospel of Judas and the Shaping of Christianity together with Karen L. King, (2007), Viking Press, 224 p., ISBN 0-670-03845-8

## مواقع خارجية
- إلين باجلز على موقع IMDb (الإنجليزية)
- إلين باجلز على موقع الموسوعة البريطانية (الإنجليزية)
- إلين باجلز على موقع إن إن دي بي (الإنجليزية)

- Elaine Pagels' Princeton University Department of Religion faculty page.
- Diane Rogers, "The Gospel Truth," Stanford Magazine (January/February, 2004). - A profile of Elaine Pagels in the Stanford alumni magazine.
- "Matthew, Mark, Luke and... Thomas?: What would Christianity be like if gnostic texts had made it into the Bible?," Beliefnet. - An interview with Pagels by Laura Sheahen.
- "The Politics of Christianity", Edge.org. - A talk by Pagels exploring some of the political issues raised by her work.

### تعليقات إيجابية
- Frank Thomas Smith, "Book Review: The Gnostic Gospels," Southern Cross Review, Issue 2.
- Frank Thomas Smith, "Book Review: Adam, Eve, and the Serpent," Southern Cross Review, Issue 14.
- Frank Thomas Smith, "Book Review: Beyond Belief: The Secret Gospel of Thomas," Southern Cross Review, Issue 29.
- Allen D. Callahan, "Book Review: Beyond Belief: The Secret Gospel of Thomas," PBS Religion and Ethics Newsweekly, Episode 712 (November 21, 2003).

### تعليقات سلبية
- Bruce Chilton, "The Gospel According To Pagels," The New York Sun (April 2, 2008).
- Jeffrey Burton Russell, "Getting Satan Behind Us," First Things (November 1995).
- Matthew Gross, "Beyond Unbelief: A Critical Response to Elaine Pagels' Beyond Belief: The Secret Gospel of Thomas," Reformed Perspectives Magazine, Volume 6, Number 16 (May 19-May 25, 2004).
- Paul Mankowski, S.J., "The Pagels Imposture," Catholic World News (Apr. 26, 2006).